# Jakub Salès
Jakub Salès SJ, fr. Jacques Salès (ur. 21 marca 1556 w Lezoux, zm. 7 lutego 1593 w Aubenas) – błogosławiony Kościoła katolickiego, męczennik, ofiara hugenockich prześladowań antykatolickich, francuski jezuita, prezbiter.

## Życiorys
Już jako dziecko wykazywał się niezwykłą pobożnością. Nabożeństwo do Eucharystii i regularny udział w Mszy Świętej zjednały mu przychylność i protektorat miejscowego kapłana. Wykształcenie zdobył w kolegiach jezuickich między innymi w paryskim Clermont College i Billom (1568-1572). Studiował retorykę w Paryżu, a 1 listopada 1573 roku w Verdun rozpoczął nowicjat. W 1585 roku otrzymał święcenia kapłańskie po czym wykładał filozofię w Pont-à-Mousson, a w 1590 r. skierowany został do pełnienia posługi kapłańskiej i pracy dydaktycznej w Tournon i następnie w Walencji, gdzie realizował swój apostolat jako kaznodzieja. Jego działalność doprowadziła do licznych nawróceń apostatów.
W odpowiedzi na zaproszenie gubernatora Aubenas, Williama Balezaca skierowane do prowincjała jezuitów udał się na głoszenie misji ludowych w towarzystwie brata Wilhelma Saultemouche. Misje rozpoczął w okresie Adwentu 1592 roku, a skuteczność w zwalczaniu innowierczych ideologii zaowocowała prośbą o przedłużenie pobytu do Wielkanocy roku następnego.
W pierwszych dniach lutego miasto opanowali hugenoci i aresztowali misjonarzy. Jakub Salès został zmuszony do dysputy z kalwińskimi predykantami w trakcie której wezwano go do wyrzeczenia się katolicyzmu. Wobec nieugiętej postawy i odmowy postrzelono Jakuba Salès z arkebuza i zamordowano przez zasztyletowanie. Zginął podobnie jak św. Edmund Campion, którego relikwię nosił na szyi.

## Znaczenie
Beatyfikacji dokonał papież Pius IX 6 czerwca 1926 roku w Rzymie. Dzienna rocznica śmierci jest dniem, kiedy wspominany jest w Kościele katolickim, jezuici także 19 stycznia. Relikwie spoczęły w 1898 roku w kaplicy Saint-Claire wzniesionej w miejscu męczeństwa. Wraz z współbratem określani są jako Męczennicy z Aubenas, a także Męczennicy Eucharystii.
Jakub Salès padł ofiarą kampanii prowadzonej przez przybyłych z Genewy predykantów nawołujących do zniesienia katolickiego „bałwochwalstwa” i wytępienia „papizmu”, waśni i walk o podłożu religijnym, politycznym, a także niepokojów społecznych wypływających ze sporów dynastycznych.